# Lei de Não Discriminação no Emprego
A Lei de Não Discriminação no Emprego (em inglês, Employment Non-Discrimination Act, ou ENDA) é uma legislação proposta no Congresso dos Estados Unidos que proibiria a discriminação em processos de contratação e no ambiente de trabalho com base na orientação sexual ou, dependendo da versão do projeto, na identidade de gênero, por empregadores com 15 ou mais funcionários.
A ENDA foi apresentada em todas as sessões do Congresso desde 1994, exceto na 109ª legislatura. Propostas semelhantes já haviam sido introduzidas sem aprovação desde 1974. A proposta teve sua maior chance de aprovação após a Partido Democrata conquistar a maioria no Congresso nas eleições de meio de mandato de 2006, encerrando doze anos de maiorias do Partido Republicano. Em 2007, pela primeira vez, foram incluídas proteções para identidade de gênero na legislação. No entanto, alguns proponentes acreditavam que, mesmo com a maioria democrata, a ENDA não tinha votos suficientes para ser aprovada na Câmara dos Representantes com a inclusão de pessoas transgêneras, o que levou à exclusão dessa proteção no projeto. A versão revisada foi aprovada na Câmara, mas não avançou no Senado. O presidente George W. Bush ameaçou vetar a medida. Organizações de defesa dos direitos LGBT e a comunidade LGBT ficaram divididas sobre o apoio à versão modificada do projeto.
Em 2009, após ganhos democratas nas eleições de 2008 e o debate divisivo de 2007, o deputado Barney Frank apresentou uma versão da ENDA que incluía pessoas transgêneras. Ele reapresentou o projeto em 2011, e o senador Jeff Merkley o apresentou no Senado. Em 7 de novembro de 2013, o projeto de Merkley foi aprovado no Senado com apoio bipartidário, por 64 votos a 32. O presidente Barack Obama apoiou a aprovação do projeto, mas a Comissão de Regras da Câmara votou contra sua tramitação.
A partir de 2015, defensores dos direitos LGBT passaram a apoiar a Lei da Igualdade [en], um projeto com proteções muito mais amplas que a ENDA. A Lei da Igualdade proíbe discriminação com base em orientação sexual e identidade de gênero não apenas no emprego, mas também em moradia, acomodações públicas, educação pública, financiamento federal, crédito e serviço em júris.
Em 15 de junho de 2020, a Suprema Corte decidiu, no caso Bostock v. Clayton County [en], que o Título VII da Lei dos Direitos Civis de 1964 protege funcionários contra discriminação com base em sua orientação sexual e identidade de gênero. A decisão abrangeu apenas o âmbito do emprego, assim como a ENDA. Defensores dos direitos LGBT celebraram a decisão e instaram o Congresso a aprovar a Lei da Igualdade, destacando que, até 2020, 29 estados não possuíam as proteções completas que a Lei da Igualdade proporcionaria à comunidade LGBT.

## Evidências de discriminação no emprego com base em orientação sexual e identidade de gênero
Nos estados que possuem políticas antidiscriminação, as reclamações de pessoas LGBT são equivalentes em número às queixas baseadas em sexo e inferiores às queixas baseadas em raça. Estatísticas da Comissão de Igualdade de Oportunidades no Emprego dos EUA (EEOC) de 2018 mostram que 1.811 queixas relacionadas a LGBT foram registradas.
O Instituto Williams estima o número de funcionários LGBT da seguinte forma: 7 milhões no setor privado, 1 milhão em governos estaduais e locais, e 200.000 no governo federal. Trinta por cento dos funcionários LGBT estaduais e locais vivem na Califórnia e em Nova York. Em comparação, menos de meio por cento dos funcionários LGBT estaduais e locais vivem em Montana, Dakota do Norte e Wyoming combinados. Como esperado, muitas das queixas documentadas de discriminação por governos estaduais e locais contra funcionários LGBT ocorrem na Califórnia e em Nova York. Pesquisas que buscam documentar discriminação com base na percepção de orientação sexual e/ou identidade de gênero frequentemente são realizadas com um grupo de pessoas que se identificam como LGBT, dificultando a avaliação do impacto desse tipo de discriminação em indivíduos não LGBT.
Uma fonte de evidência de discriminação na contratação [en] contra homens abertamente gays vem de um experimento de campo que enviou dois currículos fictícios, mas realistas, para cerca de 1.700 vagas de emprego de nível inicial. Os dois currículos eram muito semelhantes em termos de qualificações, mas um deles mencionava que o candidato havia participado de uma organização gay na universidade. Os resultados mostraram que candidatos sem o indicativo gay tinham 11,5% de chance de serem chamados para uma entrevista, enquanto candidatos abertamente gays tinham apenas 7,2%. A diferença variou amplamente conforme a localização do emprego. A maior parte da disparidade observada no estudo foi impulsionada pelos estados do Sul e do Centro-Oeste, como Texas, Flórida e Ohio. Os estados do Oeste e Nordeste, como Califórnia, Nevada, Pensilvânia e Nova York, apresentaram diferenças pequenas e estatisticamente insignificantes.
Pessoas transgênero podem enfrentar taxas de discriminação mais altas do que a população LGB. Uma pesquisa conduzida pelo Centro Nacional para Igualdade Transgênero revelou que 90% dos respondentes sofreram assédio, maus-tratos ou discriminação no trabalho ou tomaram medidas, como ocultar sua identidade, para evitá-los. Em comparação, uma revisão de estudos conduzida pelo Williams Institute em 2007 constatou que pessoas transgênero sofreram discriminação no emprego em taxas entre 15% e 57% da população.
Em uma pesquisa conduzida pela Harris Interactive, 38% das pessoas LGBT relataram rendas inferiores a US$ 35.000, em comparação com 33% de todos os adultos dos EUA com mais de 18 anos.

## Disposições
A versão atual do projeto em tramitação no Congresso proíbe empregadores privados com mais de 15 funcionários de discriminar com base em algumas orientações sexuais ou identidade de gênero. A orientação sexual é limitada a "homossexualidade, heterossexualidade ou bissexualidade", legalizando, assim, a discriminação contra indivíduos assexuais. Organizações religiosas recebem uma exceção mais ampla do que a encontrada na Lei dos Direitos Civis de 1964.
Todas as versões do projeto, independentemente das mudanças nas políticas militares em relação ao serviço de gays e lésbicas assumidos, incluíram uma exclusão para as forças armadas como empregador de membros das forças armadas, embora não como empregador de civis.
Desde o 111º Congresso, a legislação incluiu linguagem para evitar qualquer interpretação da lei como uma modificação da definição federal de casamento estabelecida na Lei de Defesa do Casamento (1995). Desde o 110º Congresso, uma disposição relacionada a uniões legais não matrimoniais, como uniões civis e parcerias domésticas, impede que um empregador seja obrigado a tratar casais não casados e casados de forma semelhante.

## Atividade legislativa

Votação no Senado sobre a Lei de Não Discriminação no Emprego de 1996.
Ambos sim
Um sim, um não votou
Um sim, um não
Ambos não

Em 14 de maio de 1974, os deputados Bella Abzug (D-NY) e Ed Koch (D-NY) apresentaram o Projeto de Lei Nº 14752, uma "Lei da Igualdade" que teria adicionado "sexo, estado civil ou orientação sexual" às classes protegidas especificadas na Lei dos Direitos Civis de 1964, proibindo assim a discriminação no emprego e no acesso a acomodações e instalações públicas. O projeto morreu em junho de 1974, mas uma lei com nome semelhante foi posteriormente apresentada no 115º Congresso dos Estados Unidos em 2 de maio de 2017.
No início dos anos 1990, os apoiadores da legislação decidiram focar no emprego. O deputado Gerry Studds [en] apresentou a Lei de Não Discriminação no Emprego em 23 de junho de 1994. A legislação não foi aprovada em 1994 e 1995. Em 1996, o projeto foi rejeitado no Senado por 49 votos a 50 e não foi votado na Câmara. O senador de Massachusetts Edward Kennedy acreditava que outros senadores, buscando "cobertura" para seu voto a favor da DOMA, poderiam estar mais inclinados a apoiar a ENDA. As primeiras versões da ENDA não incluíam disposições para proteger pessoas transgêneras contra discriminação e a ENDA não foi apresentada no 109º Congresso.

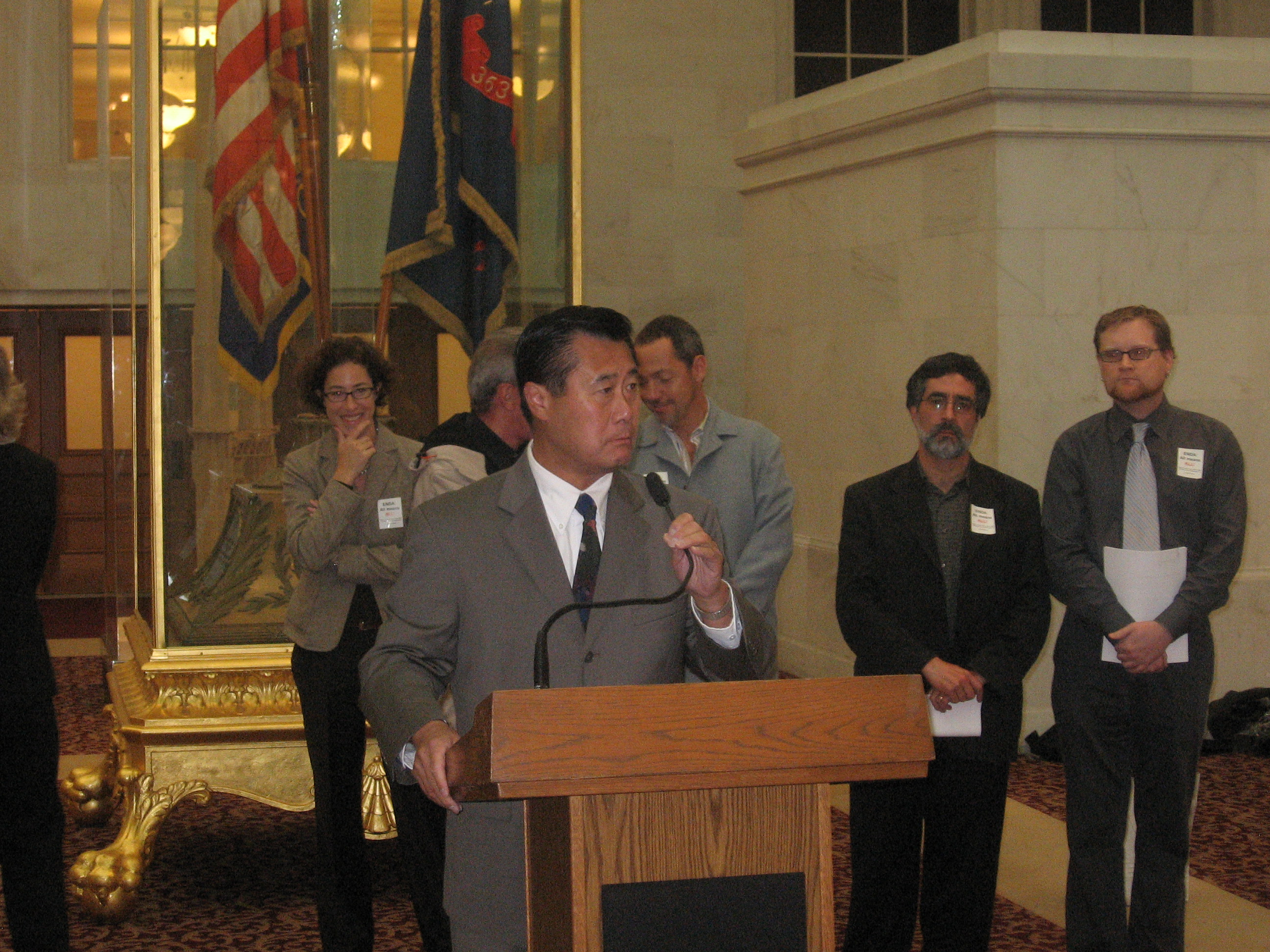
A coalizão "United ENDA" protesta contra a remoção da identidade de gênero do projeto de 2007 na Prefeitura de São Francisco.

### 110º Congresso

Votação na Câmara sobre a Lei de Não Discriminação no Emprego por Orientação Sexual de 2007 por distrito congressional.
Voto democrata sim
Voto republicano sim
Abstenção ou sem representante
Voto democrata não
Voto republicano não

No 110º Congresso dos Estados Unidos, havia duas versões do projeto, ambas fornecendo proteções trabalhistas semelhantes ao Título VII da Lei dos Direitos Civis de 1964. Os deputados Barney Frank, Chris Shays [en], Tammy Baldwin e Deborah Pryce [en] apresentaram o Projeto de Lei Nº 2015 em 24 de abril de 2007. Ele incluía identidade de gênero em suas proteções, definindo identidade de gênero como "identidade, aparência ou maneirismos relacionados ao gênero ou outras características relacionadas ao gênero de um indivíduo, com ou sem relação ao sexo designado ao nascimento". Permitia que empregadores exigissem adesão "aos mesmos padrões de vestimenta ou aparência para o gênero ao qual o funcionário transitou ou está em transição".
Quando esse projeto morreu em comitê, Frank apresentou o Projeto de Lei Nº 3585 em 27 de setembro de 2007, que não incluía identidade de gênero e continha isenções relativas a códigos de vestimenta dos empregadores. Ele foi endossado pelo Comitê de Educação e Trabalho em 18 de outubro e aprovado na Câmara dos Representantes em 7 de novembro de 2007, por 235 votos a 184, com 14 membros não votando. Frank apresentou uma legislação separada para proibir discriminação no emprego com base em identidade de gênero.
Algumas organizações ativistas LGBT recusaram apoiar o H.R. 3685 devido à ausência de proteção à identidade de gênero. Uma exceção foi a Human Rights Campaign, que enfrentou amplas críticas da comunidade LGBT por apoiar uma ENDA não inclusiva. As organizações ativistas LGBT que rejeitaram o H.R. 3685 argumentaram que a exclusão de pessoas transgêneras comprometia o princípio fundamental da ENDA. Elas afirmaram que a falta de proteção à identidade/expressão de gênero enfraquecia a proteção para a parte da população LGBT que mais precisava: pessoas não conformes ao gênero, que, segundo elas, sofrem discriminação em números maiores do que seus pares conformes ao gênero. Além disso, grupos como a National LGBTQ Task Force, entre outros, retiraram o apoio em 2014 devido às amplas isenções religiosas da ENDA. Outros argumentaram que essa era a melhor chance da ENDA de ser aprovada pelo Congresso em trinta anos, que vitórias pelos direitos civis são historicamente incrementais, que as preocupações com as proteções da legislação eram infundadas e que abrir mão de fornecer proteções trabalhistas imediatas a milhões de lésbicas, gays e bissexuais era politicamente e moralmente errado.

### 111º Congresso
Em 24 de junho de 2009, o deputado Barney Frank apresentou o Projeto de Lei Nº 3017 para proibir a discriminação no ambiente de trabalho com base em orientação sexual e identidade de gênero, com 114 copatrocinadores iniciais, um aumento em relação aos 62 copatrocinadores do projeto inclusivo de transgêneros de 2007. A principal copatrocinadora republicana foi a deputada Ileana Ros-Lehtinen [en] (R-FL). Membros do Republican Main Street Partnership [en], como Mark Kirk (R-IL), Mike Castle (R-DE), Todd Russell Platts [en] (R-PA), Judy Biggert [en] (R-IL) e Leonard Lance (R-NJ), estavam entre os copatrocinadores iniciais. O projeto foi encaminhado ao Comitê de Educação e Trabalho da Câmara [en], que realizou uma audiência sobre a legislação em 23 de setembro de 2009. Ao final do 111º Congresso, o Projeto de Lei Nº 3017 contava com 203 copatrocinadores na Câmara.
Em 5 de agosto de 2009, o senador Jeff Merkley apresentou a legislação da ENDA (Projeto de Lei Nº 1584) que incluía identidade de gênero, com 38 copatrocinadores iniciais, incluindo os senadores Ted Kennedy (D-MA), Susan Collins (R-ME), Olympia Snowe (R-ME) e Chris Dodd (D-CT). O senador Merkley afirmou: "É certamente possível que isso seja aprovado até o final do ano, embora a agenda [congressional] esteja muito cheia." Como presidente da Câmara dos Representantes do Oregon, Merkley gerenciou com sucesso a aprovação da versão estadual da ENDA, a Lei da Igualdade do Oregon.
O Comitê de Saúde, Educação, Trabalho e Pensões (HELP) do Senado realizou uma audiência sobre a legislação em 5 de novembro de 2009. Antes da audiência, o senador Merkley falou em uma coletiva de imprensa ao lado de duas mulheres transgênero, Diane Schroer e Earline Budd. No entanto, nenhum testemunho transgênero foi apresentado na audiência do Senado. Até 13 de março de 2010, o S. 1584 tinha 45 copatrocinadores e estava pendente no comitê HELP.

### 112º Congresso
Em 6 de abril de 2011, Frank apresentou um projeto da ENDA (Projeto de Lei Nº 1397) na Câmara para proibir a discriminação no trabalho com base em orientação sexual e identidade de gênero.
Em 14 de abril de 2011, o senador Jeff Merkley apresentou um projeto da ENDA (Projeto de Lei Nº 811) no Senado. O projeto tinha 39 copatrocinadores iniciais. Em 19 de junho de 2012, o Comitê de Saúde, Educação, Trabalho e Pensões do Senado [en] realizou uma audiência sobre o projeto, a primeira a incluir o testemunho de uma pessoa transgênero.

Votação no Senado sobre a Lei de Não Discriminação no Emprego de 2013.
Ambos sim
Um sim, um não votou
Um sim, um não
Um não, um não votou
Ambos não

### 113º Congresso
Em 25 de abril de 2013, o deputado Jared Polis [en] (D-CO) apresentou um projeto da ENDA na Câmara (Projeto de Lei Nº 1755) e o senador Jeff Merkley (D-OR) apresentou um projeto da ENDA no Senado (Projeto de Lei Nº 815).
Em 10 de julho de 2013, o Comitê de Saúde, Educação, Trabalho e Pensões do Senado aprovou a ENDA por 15 votos a 7. O senador Lamar Alexander (R-TN) anunciou que apresentaria três emendas quando o Senado analisasse a medida.
Uma votação de cloture foi bem-sucedida no Senado em 4 de novembro de 2013, com 61 votos a favor e 30 contra, permitindo que o Senado agendasse uma votação. Os senadores republicanos Kelly Ayotte (NH), Susan Collins (ME), Orrin Hatch (UT), Dean Heller (NV), Mark Kirk (IL), Rob Portman (OH) e Pat Toomey (PA) votaram a favor da cloture, juntando-se a 52 dos 53 senadores democratas e aos dois senadores independentes. As senadoras Claire McCaskill (D-MO) e Lisa Murkowski (R-AK) apoiaram a legislação, mas não puderam comparecer à votação de cloture.
Após rejeitar, por 43 votos a 55, uma emenda do senador Toomey para expandir as isenções religiosas e aceitar, por votação oral unânime, uma emenda do senador Portman para prevenir retaliação do governo contra instituições religiosas, o Senado aprovou a ENDA em 7 de novembro de 2013, por 64 votos a 32. Os republicanos do Arizona Jeff Flake e John McCain juntaram-se inesperadamente à senadora Murkowski e aos sete republicanos que apoiaram três dias antes. Ambos os independentes e 52 dos 53 democratas novamente apoiaram a medida, com McCaskill presente, mas o senador da Pensilvânia Bob Casey, que apoiava a aprovação do projeto, ausente.
Na Câmara, em 17 de setembro de 2014, o deputado Polis apresentou uma petição de descarga [en], que, se assinada pela maioria dos membros da Câmara, forçaria uma votação sobre a versão da ENDA com uma isenção religiosa restrita. Em 3 de dezembro de 2014, 6 dos 8 copatrocinadores republicanos pediram ao presidente da Câmara John Boehner que permitisse uma votação sobre a legislação "como parte de qualquer veículo legislativo disponível, incluindo a Lei de Autorização de Defesa Nacional" antes do fim do 113º Congresso. Mais tarde naquele dia, o Comitê de Regras da Câmara votou 7 a 3 contra adicionar a ENDA como uma emenda ao projeto de autorização de defesa de 2015.

### 114º Congresso em diante
A partir do 114º Congresso, os esforços para aprovar legislação antidiscriminação têm se concentrado na mais ampla Lei da Igualdade, que abrange proteções adicionais, incluindo habitação e sistema de júri, além do emprego.

## Argumentos

### A favor da ENDA
Os proponentes políticos da lei pretendem abordar casos em que funcionários gays, lésbicas, bissexuais e transgêneros foram discriminados por seus empregadores devido à sua orientação sexual ou identidade de gênero. Atualmente, esses funcionários não encontram proteção nos tribunais, pois a orientação sexual não é considerada uma classe suspeita pelos tribunais federais e por muitos estados dos EUA. Os defensores argumentam que tal lei é apropriada à luz das garantias de igual proteção e devido processo legal da Constituição dos Estados Unidos. Eles afirmam que a homossexualidade não é uma "escolha", mas uma identidade pessoal, uma afirmação apoiada pela Associação Americana de Psicologia (APA), e que todos os trabalhadores têm o direito de serem julgados pela qualidade de seu desempenho profissional, não por fatores completamente alheios. De acordo com um estudo publicado em 2001 pelo Instituto Williams da Faculdade de Direito da UCLA, os relatos de discriminação com base em orientação sexual são aproximadamente iguais aos de discriminação por raça ou gênero. A APA também afirma que há discriminação significativa contra pessoas homossexuais no mercado de trabalho.
O Congressional Budget Office, em 2002, estimou que a carga de queixas da Comissão de Igualdade de Oportunidades no Emprego [en] aumentaria de 5 a 7% como resultado da lei proposta. Avaliações do impacto de políticas estaduais comparáveis também mostram um impacto mínimo na carga de casos. Em relação à constitucionalidade, a lei incorpora linguagem semelhante à do Título VII da Lei dos Direitos Civis de 1964, que tem sido consistentemente mantida pelos tribunais.
Em 1994, Barry Goldwater, um ícone entre os movimentos conservador e libertário, tornou-se presidente honorário de uma campanha para aprovar uma lei federal que prevenisse a discriminação no emprego com base na orientação sexual.

### Contra a ENDA
Ed Vitagliano, diretor de pesquisa da Associação Americana da Família [en] (AFA), expressou preocupação sobre o impacto das leis antidiscriminação em organizações religiosas. Ele citou a falta de clareza sobre se a isenção restrita se aplicaria a funcionários de apoio e leigos, além de igrejas e clérigos.
A Coalizão de Valores Tradicionais [en] (TVC) alegou que a legislação teria um impacto negativo em crianças em idade escolar, ao eliminar a capacidade das escolas de evitar a contratação de professores transgêneros. Ela afirmou que "se a ENDA for aprovada, estudantes e crianças em creches em todo o país serão expostos a indivíduos experimentando suas identidades de gênero".
Alguns libertários argumentam que leis contra a discriminação no setor privado são atos de coerção que infringem os direitos de propriedade e a liberdade de associação dos empregadores.
A Conferência dos Bispos Católicos dos Estados Unidos afirmou que a ENDA vai além de proibir a discriminação injusta e apresenta vários problemas. Ela observa, por exemplo, que o projeto: (1) não possui uma exceção para uma "qualificação ocupacional legítima", que existe para todas as outras categorias de discriminação sob o Título VII da Lei dos Direitos Civis, exceto para raça; (2) não faz distinção entre inclinação homossexual e conduta, afirmando e protegendo condutas sexuais extraconjugais; (3) apoia a redefinição do casamento, pois leis estaduais como a ENDA têm sido invocadas em decisões judiciais estaduais que consideram o casamento discriminatório ou irracional; (4) rejeita a base biológica do gênero ao definir "identidade de gênero" como algo que as pessoas podem escolher em desacordo com seu sexo biológico; e (5) ameaça a liberdade religiosa ao punir como discriminação a desaprovação religiosa ou moral de condutas sexuais entre pessoas do mesmo sexo, enquanto protege apenas alguns empregadores religiosos.
Em junho e julho de 2014, vários grupos de defesa pró-LGBT, incluindo a União Americana pelas Liberdades Civis, o Centro Nacional para os Direitos das Lésbicas, a Força-Tarefa Nacional de Gays e Lésbicas, o Centro de Direito Transgênero e a Lambda Legal, anunciaram que estavam retirando o apoio à versão da ENDA do 113º Congresso devido a preocupações com a amplitude de sua isenção religiosa em relação à decisão em Burwell v. Hobby Lobby Stores, Inc. [en].

## Histórico legislativo
| Congresso      | Título curto                                | Número(s) do projeto | Identidade de gênero incluída? | Data de introdução     | Patrocinador(es)         | Nº de copatrocinadores | Último status |
| -------------- | ------------------------------------------- | -------------------- | ------------------------------ | ---------------------- | ------------------------ | ---------------------- | --- |
| 103º Congresso | Lei de Não Discriminação no Emprego de 1994 | 4636                 | Não                            | 23 de junho de 1994    | Gerry Studds (D-MA)      | 137                    | Derrubado no Subcomitê de Educação Selecionada e Direitos Civis da Câmara |
| 103º Congresso | Lei de Não Discriminação no Emprego de 1994 | 2238                 | Não                            | 29 de julho de 1994    | Ted Kennedy (D-MA)       | 30                     | Derrubado no Comitê de Trabalho e Recursos Humanos do Senado |
| 104º Congresso | Lei de Não Discriminação no Emprego de 1995 | 1863                 | Não                            | 15 de junho de 1995    | Gerry Studds (D-MA)      | 142                    | Derrubado no Subcomitê de Constituição da Câmara |
| 104º Congresso | Lei de Não Discriminação no Emprego de 1995 | 932                  | Não                            | 15 de junho de 1995    | Jim Jeffords (R-VT)      | 30                     | Derrubado no Comitê de Trabalho e Recursos Humanos do Senado |
| 104º Congresso | Lei de Não Discriminação no Emprego de 1995 | 2056                 | Não                            | 5 de setembro de 1996  | Ted Kennedy (D-MA)       | 3                      | Rejeitado no Senado (49–50) |
| 105º Congresso | Lei de Não Discriminação no Emprego de 1997 | 1858                 | Não                            | 10 de junho de 1997    | Christopher Shays (R-CT) | 140                    | Derrubado no Subcomitê de Relações Empregador-Empregado da Câmara |
| 105º Congresso | Lei de Não Discriminação no Emprego de 1997 | 869                  | Não                            | 10 de junho de 1997    | Jim Jeffords (R-VT)      | 34                     | Derrubado no Comitê de Trabalho e Recursos Humanos do Senado |
| 106º Congresso | Lei de Não Discriminação no Emprego de 1999 | 2355                 | Não                            | 24 de junho de 1999    | Christopher Shays (R-CT) | 173                    | Derrubado no Subcomitê de Relações Empregador-Empregado da Câmara |
| 106º Congresso | Lei de Não Discriminação no Emprego de 1999 | 1276                 | Não                            | 24 de junho de 1999    | Jim Jeffords (R-VT)      | 36                     | Derrubado no Comitê de Saúde, Educação, Trabalho e Pensões do Senado |
| 107º Congresso | Lei de Não Discriminação no Emprego de 2001 | 2692                 | Não                            | 31 de julho de 2001    | Christopher Shays (R-CT) | 193                    | Derrubado no Subcomitê de Relações Empregador-Empregado da Câmara |
| 107º Congresso | Lei de Não Discriminação no Emprego de 2002 | 1284                 | Não                            | 31 de julho de 2001    | Ted Kennedy (D-MA)       | 44                     | Derrubado no Senado |
| 108º Congresso | Lei de Não Discriminação no Emprego de 2003 | 3285                 | Não                            | 8 de outubro de 2003   | Christopher Shays (R-CT) | 180                    | Derrubado no Subcomitê de Relações Empregador-Empregado da Câmara |
| 108º Congresso | Lei de Não Discriminação no Emprego de 2003 | 1705                 | Não                            | 2 de outubro de 2003   | Ted Kennedy (D-MA)       | 43                     | Derrubado no Comitê de Saúde, Educação, Trabalho e Pensões do Senado |
| 110º Congresso | Lei de Não Discriminação no Emprego de 2007 | 2015                 | Sim                            | 24 de abril de 2007    | Barney Frank (D-MA)      | 184                    | Derrubado no Subcomitê de Constituição, Direitos Civis e Liberdades Civis da Câmara |
| 110º Congresso | Lei de Não Discriminação no Emprego de 2007 | 3685                 | Não                            | 27 de setembro de 2007 | Barney Frank (D-MA)      | 9                      | Aprovado na Câmara (235–184), derrubado no Senado |
| 111º Congresso | Lei de Não Discriminação no Emprego de 2009 | 3017                 | Sim                            | 24 de junho de 2009    | Barney Frank (D-MA)      | 203                    | Derrubado nos comitês de Judiciário, Administração da Câmara, Educação e Trabalho e Supervisão e Reforma Governamental. Audiências realizadas em 23 de setembro de 2009 no Comitê de Educação e Trabalho. |
| 111º Congresso | Lei de Não Discriminação no Emprego de 2009 | 2981                 | Sim                            | 19 de junho de 2009    | Barney Frank (D-MA)      | 12                     | Derrubado no Comitê Judiciário da Câmara |
| 111º Congresso | Lei de Não Discriminação no Emprego de 2009 | 1584                 | Sim                            | 5 de agosto de 2009    | Jeff Merkley (D-OR)      | 45                     | Derrubado no Comitê de Saúde, Educação, Trabalho e Pensões do Senado. Audiências realizadas em 5 de novembro de 2009.                                                                                     |
| 112º Congresso | Lei de Não Discriminação no Emprego de 2011 | 1397                 | Sim                            | 6 de abril de 2011     | Barney Frank (D-MA)      | 171                    | Derrubado nos comitês de Educação e Força de Trabalho, Administração da Câmara, Supervisão e Reforma Governamental e Judiciário.                                                                          |
| 112º Congresso | Lei de Não Discriminação no Emprego de 2011 | 811                  | Sim                            | 14 de abril de 2011    | Jeff Merkley (D-OR)      | 43                     | Derrubado no Comitê de Saúde, Educação, Trabalho e Pensões. Audiências realizadas em 12 de junho de 2012.                                                                                                 |
| 113º Congresso | Lei de Não Discriminação no Emprego de 2013 | 1755                 | Sim                            | 25 de abril de 2013    | Jared Polis (D-CO)       | 205                    | Encaminhado aos comitês de Educação e Força de Trabalho, Administração da Câmara, Supervisão e Reforma Governamental e Judiciário.                                                                        |
| 113º Congresso | Lei de Não Discriminação no Emprego de 2013 | 815                  | Sim                            | 25 de abril de 2013    | Jeff Merkley (D-OR)      | 56                     | Aprovado no Senado (64–32), derrubado na Câmara. |